# Gerhard Vowinckel
Gerhard Vowinckel (* 26. März 1946 in Bielefeld) ist ein deutscher Soziologe.

## Leben
Er studierte, promovierte 1978 und habilitierte sich 1983 an der Universität Hamburg. Er lehrte Soziologie an der Universität Hamburg (1983 Privatdozent für Soziologie, 1998 Professor (§ 17 HmbHG) für Soziologie), der Helmut-Schmidt-Universität (Professurvertretungen am Lehrstuhl für Soziologie 1984–1990; 1999–2001; 2004–2005) und der Universität Lüneburg.
Er forscht zu Affekten, Affektkontrolle und moralischem Denken und der Verbindung von biologischen und psychologischen Forschungsergebnisse und Theorien mit kultursoziologischer Analyse.

## Schriften (Auswahl)
- Vorsprachliche Kommunikation und soziale Wahrnehmung. Theorie und Methodik des Beziehungstests. Frankfurt am Main 1979, ISBN 3-593-32465-2.
- Von politischen Köpfen und schönen Seelen. Ein soziologischer Versuch über die Zivilisationsformen der Affekte und ihres Ausdrucks. München 1983, ISBN 3-7799-0567-1.
- Verwandtschaft, Freundschaft und die Gesellschaft der Fremden. Grundlagen menschlichen Zusammenlebens. Darmstadt 1995, ISBN 3-534-12903-2.
- Gesinnungstäter und Strategen. Politisch-moralische Denkformen und soziale Lebensräume. Konstanz 1996, ISBN 3-87940-558-1.